# Хоканссон, Олле
О́лле Хо́канссон (швед. Olle Håkansson; род. 14 сентября 1956, Сундсвалль) — шведский кёрлингист и тренер по кёрлингу.

## Достижения
- Чемпионат Европы по кёрлингу: золото (1987), серебро (1992).
- Чемпионат Швеции по кёрлингу среди мужчин: золото (1984).

## Команды
| Сезон   | Четвёртый     | Третий           | Второй           | Первый         | Запасной        | Тренер         | Турниры           |
| ------- | ------------- | ---------------- | ---------------- | -------------- | --------------- | -------------- | ----------------- |
| 1983—84 | Пер Карлсен   | Ян Страндлунд    | Томми Олин       | Олле Хоканссон |                 |                | ЧШМ 1984          |
| 1984—85 | Пер Карлсен   | Ян Страндлунд    | Томми Олин       | Олле Хоканссон |                 |                | ЧЕ 1984 (7 место) |
| 1987—88 | Томас Норгрен | Ян Страндлунд    | Ларс Страндквист | Ларс Энгблум   | Олле Хоканссон  | Олле Хоканссон | ЧЕ 1987           |
| 1992—93 | Пер Карлсен   | Хенрик Хольмберг | Томми Олин       | Олле Хоканссон | Микаэль Норберг |                | ЧЕ 1992           |

(скипы выделены полужирным шрифтом)

## Результаты как тренера национальных сборных
| Год  | Турнир                                       | Сборная | Место |
| ---- | -------------------------------------------- | ------- | ----- |
| 1987 | Чемпионат Европы по кёрлингу 1987            | Швеция  | 1     |
| 2002 | Чемпионат мира по кёрлингу среди мужчин 2002 | Швеция  | 8     |
| 2003 | Чемпионат мира по кёрлингу среди мужчин 2003 | Швеция  | 5     |
| 2006 | Чемпионат Европы по кёрлингу 2006            | Швеция  | 3     |